# Suối Ông Thành
Suối Ông Thành (tên khác: Suối Xóm Hồ) là một con suối đổ ra Sông Thị Tính. Suối có chiều dài 10 km và diện tích lưu vực là 32 km². Suối Ông Thành chảy qua các tỉnh Bình Phước, Bình Dương .